# Otelo Caçador
Otelo Caçador foi um jornalista e cartunista brasileiro, falecido em 2006, com 80 anos de idade. São atribuídas a ele as expressões placar moral e manto sagrado (esta última, em relação à camisa do Flamengo, clube do qual ele era torcedor).
Ele escrevia a coluna ''Penalty'' no jornal O Globo, trazendo como subtítulo "''pênalti não é coisa que se perca''".
Apesar de rubro-negro declarado, o primeiro desenho (charge) de Otelo Caçador para o extinto Jornal dos Sports em 1947 foi de uma caravela, com o “Almirante” comandando a nau em luta contra Popeye, Pato Donald, o Cartola e o Diabo Rubro, respectivamente, os símbolos de Flamengo, Botafogo,  Fluminense e  América, criados pelo cartunista argentino Lorenzo Molas.
Ocorre, segundo matéria do também extinto 'Manchete Esportiva', que o chargista inseriu no alto de um mastro da caravela um corvo, e que em Portugal o pássaro trazia boa sorte. Coincidência ou não, o  Vasco da Gama que ganhara o apelido de 'Expresso da Vitória' por atropelar seus adversários e o corvo passou a ser chamado de 'Dom Corvo I e Único'.
A euforia com o novo mascote foi tanta que o clube teve de providenciar a importação de um exemplar original de Corvo vindo diretamente de Portugal. Sua chegada ao Rio de Janeiro teve carreata e visita a redação do Jornal dos Sports e também nos estúdios da Rádio Mayrink Veiga e Clube do Brasil.
O relato de tais fatos constam de matéria datada de 14 de janeiro de 1956 pelo colunista Álvaro do Nascimento, o cascadura, em edição nº 8 da Manchete Esportiva.